# Mechouia
La mechouia (in arabo in arabo سلطة مشوية‎?, salata mashwiya) è una insalata tunisina. Si tratta di un primo piatto molto popolare nel periodo estivo, che si compone di verdure grigliate, pomodori, peperoni, cipolle e aglio e può contenere anche melanzane. Le verdure vengono grigliate al forno o sul fuoco e poi macinate insieme, speziate, quindi viene aggiunto olio d'oliva e talvolta vengono poste uova sode per la decorazione.

## Benefici
La mechouia è una delle principali fonti alimentari del licopene antiossidante che è stato collegato a molti benefici per la salute, tra cui un ridotto rischio di malattie cardiache e cancro. Sono anche un'ottima fonte di vitamina C, potassio, acido folico e vitamina K. Contiene fibre, vitamina E e C. I nordafricani lo usano per ridurre l'infiammazione e curare le infezioni.